# Dusty Rhodes
Virgil Riley Runnels Jr. (ur. 12 października 1945 w Austin, Teksas, zm. 11 czerwca 2015 w Orlando, Floryda) – amerykański wrestler, booker wrestlingowy, trener wrestlingu oraz zakulisowy producent związany z biznesem zawodowych zapasów, bardziej znany jako Dusty Rhodes oraz „The American Dream” Dusty Rhodes. W czasie kariery zawodowego zapaśnika występował w takich federacjach jak National Wrestling Alliance (NWA), Jim Crockett Promotions (JCP) oraz World Wrestling Federation (WWF).
Był wielokrotnym zdobywcą tytułów mistrzowskich należących do federacji National Wrestling Alliance (sięgnął po około trzydzieści różnych mistrzostw federacji NWA) oraz wielu innych nagród. Jego gimmickiem była postać typowego „Kowalskiego” (ang. Average Joe) będącego pospolitym szarym człowiekiem i „synem hydraulika”. Po zakończeniu kariery wrestlera, zajął się bookowaniem walk wrestlingowych oraz został zakulisowym producentem. Prezes federacji WWE, Vince McMahon stwierdził w filmie dokumentalnym pt. Dusty Rhodes: Celebrating the Dream, że „żaden wrestler nie uosabiał istoty charyzmy tak jak Dusty Rhodes”.

## Kariera

### Wczesne lata (1967–1974)
Po ukończeniu Johnston High School w Austin grywał w baseball w akademickim klubie West Texas State. Później trafił do ligi American Football League, gdzie występował w klubie Boston Patriots a następnie przeszedł do ligi Continental Football League, gdzie występował w drużynie Hartford Charter Oaks.
W 1967 trafił do federacji Big Time Wrestling a następnie rok później do World Class Championship Wrestling, gdzie występował pod pseudonimem Dusty Rhodes, a nieco później jako Lonesome Rhodes, co było nawiązaniem do filmu pt. Twarz w tłumie, gdzie tytułowym bohaterem był Larry "Lonesome" Rhodes. W tym samym roku stworzył tag team z Dickiem Murdochem o nazwie The Texas Outlaws, który stanowił drużynę w wielu federacjach wrestlingu w Stanach Zjednoczonych oraz poza nimi.

### National Wrestling Alliance oraz Jim Crockett Promotions (1974–1989)
Rhodes nie posiadał typowej postury zawodowego zapaśnika, jednak znany był ze swojej charyzmatycznej osobowości podczas wywiadów i wygłaszanych promo. Wtedy też występując głównie na Florydzie zaczął określać siebie w gimmicku jako American Dream (pol. „amerykańskie marzenie”) i bohaterem klasy pracującej. W latach 1977–1983 pojawiał się okresowo w World Wide Wrestling Federation (WWWF) – federacji należącej do Vincenta Jamesa McMahona, jednak nie zdobył tam żadnego mistrzostwa.
W federacji Jim Crockett Promotions pojawił się w 1985 zarówno jako czynny wrestler oraz jako booker wrestlingowy. Prowadził rywalizację ze stajnią The Four Horsemen (głównie z Rikiem Flairem i Tullym Blanchardem), a także z Harleyem Race’em, Terrym Funkiem czy Abdullahem the Butcherem. Wtedy też trzykrotnie zdobył tytuł NWA World Heavyweight Championship (w różnych federacjach) – dwukrotnie pokonując Harleya Race’a oraz jeden raz pokonując Rica Flaira. W październiku 1985 prowadząc feud z Rikiem Flairem wygłosił słynne promo znane z nazwy jako Hard Times, które później zostało określone jednym z najlepszych wywiadów w historii wrestlingu. W 2015 roku telewizja sportowa ESPN w jednym z artykułów określiła „Hard Times” jako najlepszy wywiad Rhodesa, pisząc: „W nieco ponad trzy minuty Rhodes w pełni wykorzystał każdą uncję swojego wdzięku, upodobniając się do robotników z rejonu Stanów Środkowoatlantyckich.

### World Wrestling Federation, World Championship Wrestling oraz Extreme Championship Wrestling (1989–2001)
W połowie 1989 pojawił się po raz drugi w World Wrestling Federation w swoim gimmicku pospolitego Amerykanina należącego do klasy pracującej, jednak oprócz tego gimmicku przywdział dodatkowo czarny trykot w żółte kropki – z tego względu otrzymał nowy gimmick nazwany polka-dotted Common Man – od wzoru materiału polka dot. Rhodes został wprowadzony do WWF w serii winiet, w których występował jako hydraulik, pomocnik rzeźnika, pracownik stacji benzynowej oraz dostawca pizzy. Jego menedżerką została Sapphire, która podobnie jak on odgrywała rolę zwykłej, pospolitej Amerykanki i z którą wystąpił w pierwszym w historii WrestleManii mixed tag team matchu podczas gali WrestleMania VI.
W 1991 pojawił się w World Championship Wrestling, gdzie wszedł w skład komitetu zajmującego się bookowaniem walk i wydarzeń w tejże federacji. Był także przez krótki okres menedżerem Rona Simmonsa. W 1996 początkowo stał po stronie WCW kiedy cała federacja prowadziła feud ze stajnią New World Order (nWo), jednak później przeszedł heel turn i dołączył do tejże stajni, gdzie menedżerował drużynę The Outsiders i Kevina Nasha. W 2000 opuścił WCW przenosząc się do Extreme Championship Wrestling (ECW) gdzie wypromował Steve’a Corino.

### Federacje niezależne (2000–2005)
Jeszcze w 2000 dołączył do niezależnej federacji Turnbuckle Championship Wrestling gdzie prowadził rywalizację ze Steve’em Corino i Terrym Funkiem. W 2002 pojawił się w federacji Pro Pain Pro Wrestling, gdzie rywalizował z Kevinem Sullivanem.
Okazjonalnie występował w mniejszych federacjach jak Ring of Honor (ROH), Full Impact Pro (FIP), HUSTLE, WrestleReunion oraz Carolina Championship Wrestling (CCW).
W 2003 podpisał kontrakt z Total Nonstop Action Wrestling (TNA) gdzie występował jako czynny wrestler prowadząc rywalizację z różnymi zawodnikami tej federacji, a pod koniec 2004 został również głównym bookerem wydarzeń organizowanych przez TNA. W maju 2005 wstąpił do creative teamu zajmującego się kampanią promocyjną federacji TNA, jednak jego kontrakt wygasł wraz z końcem lata tego roku.

### Powrót do WWE (2005–2015)
Na początku września 2005 podpisał kontrakt z WWE i został skierowany do creative teamu jako konsultant. W lipcu 2006 pojawił się w segmencie jednego z odcinków Raw, gdzie na zapleczu wraz z Vince’em McMahonem promował film dokumentalny na DVD poświęcony jego osobie pt. The American Dream: The Dusty Rhodes Story.
W dniu 31 marca 2007 Rhodes został wprowadzony do galerii sław WWE Hall of Fame przez swoich synów – Dustina i Cody’ego. W 2008 Rhodes sam wprowadził do tej galerii sław Eddiego Grahama, a w 2009 tag team The Funk Brothers (Terry Funk i Dory Funk Jr.). W 2011 wprowadził tag team The Road Warriors, a w 2012 umieścił w galerii sław WWE swoich dawnych rywali – The Four Horsemen.
W lipcu 2010 stoczył swój ostatni pojedynek w ringu podczas jednego z live eventów federacji Florida Championship Wrestling (FCW). Rhodes wraz ze swoimi synami (Goldustem i Codym) pokonali Caylena Crofta, Curta Hawkinsa i Trenta Barretę w 6-man tag team matchu. Niedługo po swojej ostatniej walce Rhodes został głównym scenarzystą i dyrektorem creative teamu w marce WWE NXT. We wrześniu 2013 został z tych stanowisk odwołany a następnie występował na Raw biorąc udział w feudzie ze Stephanie McMahon i The Shield oraz menedżerując swoich synów podczas walk. Po raz ostatni pojawił się w telewizji w lutym 2015 podczas show Hall of Fame: Live From the Red Carpet.

### Inne media
Jest współautorem swojej książki autobiograficznej pt. Dusty: Reflections of an American Dream wydanej w 2005. Jego życiu poświęcono dwa filmy dokumentalne: The American Dream: The Dusty Rhodes Story wydany w 2006 oraz Dusty Rhodes: Celebrating the Dream, który ukazał się w 2015. Jego postać pojawiła się również w grach komputerowych: ECW Anarchy Rulz (2000), WWE SmackDown vs. Raw 2007, WWE SmackDown vs. Raw 2010, WWE 2K17, WWE 2K18, a także w grach komputerowych WWE 2K14, WWE 2K16 i WWE 2K19 jako postać DLC.

## Tytuły mistrzowskie i inne osiągnięcia
- 50th State Big Time Wrestling
  - NWA North American Heavyweight Championship (wersja Hawaii) (1 raz)
- Big Time Wrestling
  - NWA World Tag Team Championship (wersja Detroit) (1 raz) – z Dickiem Murdochem
- Central States Wrestling
  - NWA Central States Heavyweight Championship (1 raz)
  - NWA North American Tag Team Championship (wersja Central States) (1 raz) – z Dickiem Murdochem
- Championship Wrestling from Florida
  - NWA Brass Knuckles Championship (wersja Florida) (2 razy)
  - NWA Florida Bahamian Championship (1 raz)
  - NWA Florida Global Tag Team Championship (1 raz) – z Magnumem T.A.
  - NWA Florida Heavyweight Championship (12 razy)
  - NWA Florida Tag Team Championship (4 razy) – z Dickiem Murdochem (1 raz), Dickiem Slaterem (1 raz), Bobo Brazilem (1 raz) i André the Giantem (1 raz)
  - NWA Florida Television Championship (2 razy)
  - NWA Southern Heavyweight Championship (wersja Florida) (10 razy)
  - NWA United States Tag Team Championship (wersja Florida) (2 razy) – z Bugsym McGrawem (1 raz) i Blackjack Mulliganem (1 raz)
  - NWA World Heavyweight Championship (1 raz)
  - NWA Florida Heavyweight Championship Tournament (1978)
  - NWA United States Tag Team Championship Tournament (1980) – z Bugsym McGrawem
- George Tragos/Lou Thesz Professional Wrestling Hall of Fame
  - Wprowadzony w 2017
- Georgia Championship Wrestling
  - NWA Georgia Heavyweight Championship (1 raz)
  - NWA National Heavyweight Championship (1 raz)
  - NWA World Heavyweight Championship (1 raz)
  - Cadillac Cup (1984)
- International Wrestling Alliance (Australia)
  - IWA World Tag Team Championship (1 raz) – z Dickiem Murdochem
- Mid-Atlantic Championship Wrestling/Jim Crockett Promotions/World Championship Wrestling
  - NWA Mid-Atlantic Tag Team Championship (1 raz) – z Buffem Bugwellem
  - NWA United States Heayvweight Championship (1 raz)
  - NWA World Heavyweight Championship (1 raz)
  - NWA World Six-Man Tag Team Championship (2 razy) – z The Road Warriors
  - NWA World Tag Team Championship (wersja Mid-Atlantic) (2 razy) – z Dickiem Slaterem (1 raz) i Mannym Fernandezem (1 raz)
  - NWA World Television Championship (3 razy)
  - Jim Crockett, Sr. Memorial Cup Tag Team Tournament (1987) – z Nikitą Koloffem
  - Bunkhouse Stampede (1985–1988)
  - WCW Hall of Fame (wprowadzony w 1995)
- Pro Wrestling Federation (Florida)
  - PWF World Heavyweight Championship (1 raz)
- National Wrestling Alliance
  - NWA Hall of Fame (wprowadzony w 2011)
  - NWA Legends Hall of Heroes (wprowadzony w 2016)
- NWA Big Time Wrestling
  - NWA American Tag Team Championship (2 razy) – z Baronem von Raschke (1 raz) i Dickiem Murdochem (1 raz)
  - NWA Brass Knuckles Championship (wersja Texas) (3 razy)
- NWA San Francisco
  - NWA United States Heavyweight Championship (wersja San Francisco) (1 raz)
- NWA Tri-State
  - NWA North American Heavyweight Championship (wersja Tri-State) (1 raz)
  - NWA United States Tag Team Championship (wersja Tri-State) (1 raz) – z André the Giantem
- National Wrestling Federation
  - NWF World Tag Team Championship (1 raz) – z Dickiem Murdochem
- New Japan Pro-Wrestling
  - Członek galerii sław „Greatest 18 Club”
- Pro Wrestling Illustrated
  - Feud roku (Feud of the Year; 1987) z Nikitą Koloffem i The Road Warriors vs. The Four Horsemen
  - Walka roku (Match of the Year; 1979) vs. Harley Race 21 sierpnia
  - Walka roku (Match of the Year; 1986) vs. Ric Flair w cage matchu na The Great American Bash
  - Najbardziej popularny wrestler roku (Most Popular Wrestler of the Year; 1978, 1979, 1987)
  - Stanley Weston Award (2013)
  - Wrestler roku (Wrestler of the Year; 1977, 1978)
  - Sklasyfikowany na 193. miejscu wśród 500 wrestlerów w rankingu PWI 500 w 2001 roku
  - Sklasyfikowany na 11. miejscu wśród 500 wrestlerów w rankingu "PWI Years" w 2003 roku
  - Sklasyfikowany na 76. miejscu i na 88. miejscu wśród 100 tag teamów w rankingu "PWI Years" odpowiednio z Magnumem T.A. i Mannym Fernandezem w 2003 roku
- Professional Wrestling Hall of Fame and Museum
  - Wprowadzony w 2010
- World Championship Wrestling (Australia)
  - IWA World Tag Team Championship (1 raz) – z Dickiem Murdochem
- World Wrestling Entertainment/WWE
  - WWE Hall of Fame (wprowadzony w 2007)
  - Slammy Award (1 raz)
    - "Say What" Quote of the Year (2013) – za słowa: "One stipulation: I'm in my boys' corner and I'll be your huckleberry all night long".

  - WWE Bronze Statue (2016)
- Wrestling Observer Newsletter
  - Najlepszy babyface (Best Babyface; 1980)
  - Najlepszy booker (Best Booker; 1986)
  - Najbardziej charyzmatyczny (Most Charismatic; 1982)
  - Najbardziej żenujący wrestler (Most Embarrassing Wrestler; 1990)
  - Najbardziej przereklamowany (Most Overrated; 1987, 1988)
  - Najbardziej nieznośny (Most Obnoxious; 1988, 1989)
  - Najmniej lubiany wrestler według czytelników (Readers’ Least Favorite Wrestler; 1987, 1988)
  - Najgorszy feud roku (Worst Feud of the Year; 1988) vs. Tully Blanchard
  - Najgorszy gimmick (Worst Gimmick; 1988)
  - Najgorszy prezenter telewizyjny (Worst Television Announcer; 1997)
  - Wrestling Observer Newsletter Hall of Fame (wprowadzony w 1996[10])

## Życie osobiste i spuścizna
W 1965 ożenił się z Sandrą z którą miał syna Dustina (występującego jako wrestler pod pseudonimem Goldust) – małżeństwo to zakończyło się rozwodem w 1975. W 1978 poślubił Michelle Rubio, z którą doczekał się trórki dzieci: Kristin, Teil i Cody’ego (również zawodnika wrestlingu). Miał pięcioro wnucząt oraz brata i siostrę. Cierpiał na niewydolność nerek. Zmarł 11 czerwca 2015 w wieku 69 lat w szpitalu w Orlando na Florydzie, do którego został przewieziony dzień wcześniej. Jego zwłoki zostały poddane kremacji, a w listopadzie 2015 jego syn Dustin, rozsypał je na rodzinnym ranczo.
Rhodes został określonym jednym z najlepszych wrestlerów w historii, szczególnie chwalono go za charyzmę i umiejętności podczas przeprowadzania z nim wywiadów. Jego promo znane pod nazwą Hard Times uznano za jedno z najlepszych wywiadów przeprowadzonych w biznesie wrestlingu. W sierpniu 2015 WWE stworzyło turniej tag teamowy w brandzie NXT poświęcony Dusty’emu Rhodesowi o nazwie Dusty Rhodes Tag Team Classic.
W październiku 2019 federacja All Elite Wrestling (AEW) zaczęła określać pojęcie Gorilla position mianem The Dusty Position honorując w ten sposób Rhodesa.
Od jego pseudonimu ringowego pochodzi również pojęcie wykorzystywane w biznesie wrestlingu o nazwie Dusty finish oznaczające sytuację, kiedy sędzia, który zastąpił ogłuszonego oficjela rozpoczynającego walkę odlicza przypięcie, które prowadzi do zakończenia walki, a sędzia rozpoczynający starcie unieważnia decyzje drugiego sędziego.